# 全家便利商店
全家便利商店（チュエンジャー ビエンリー シャンディエン、ぜんかべんりしょうてん、略称:全家）は、台湾におけるファミリーマートのライセンシーである。ここでは、台湾のファミリーマートについても記述する。

## 概要
ファミリーマートと台湾の現地企業である国産汽車股份有限公司との合弁により全家便利商店股份有限公司が1988年8月18日に法人設立された。
店舗数は2022年2月時点で4000店舗に達した。
台湾においてセブン-イレブンを運営する統一超商とともに超商雙雄（日本語訳:コンビニ界の2大巨頭）と呼ばれている。また、超商雙雄にOK超商と萊爾富便利商店を加えて四大超商（四大コンビニ）とも呼ばれる。
日本のファミリーマートと同様に薬局などとのコラボレーション店舗も存在するほか、ファミリーマートコレクションもFamilyMart Collection（略称:FMC）として独自展開されている。電子マネーも各種導入。

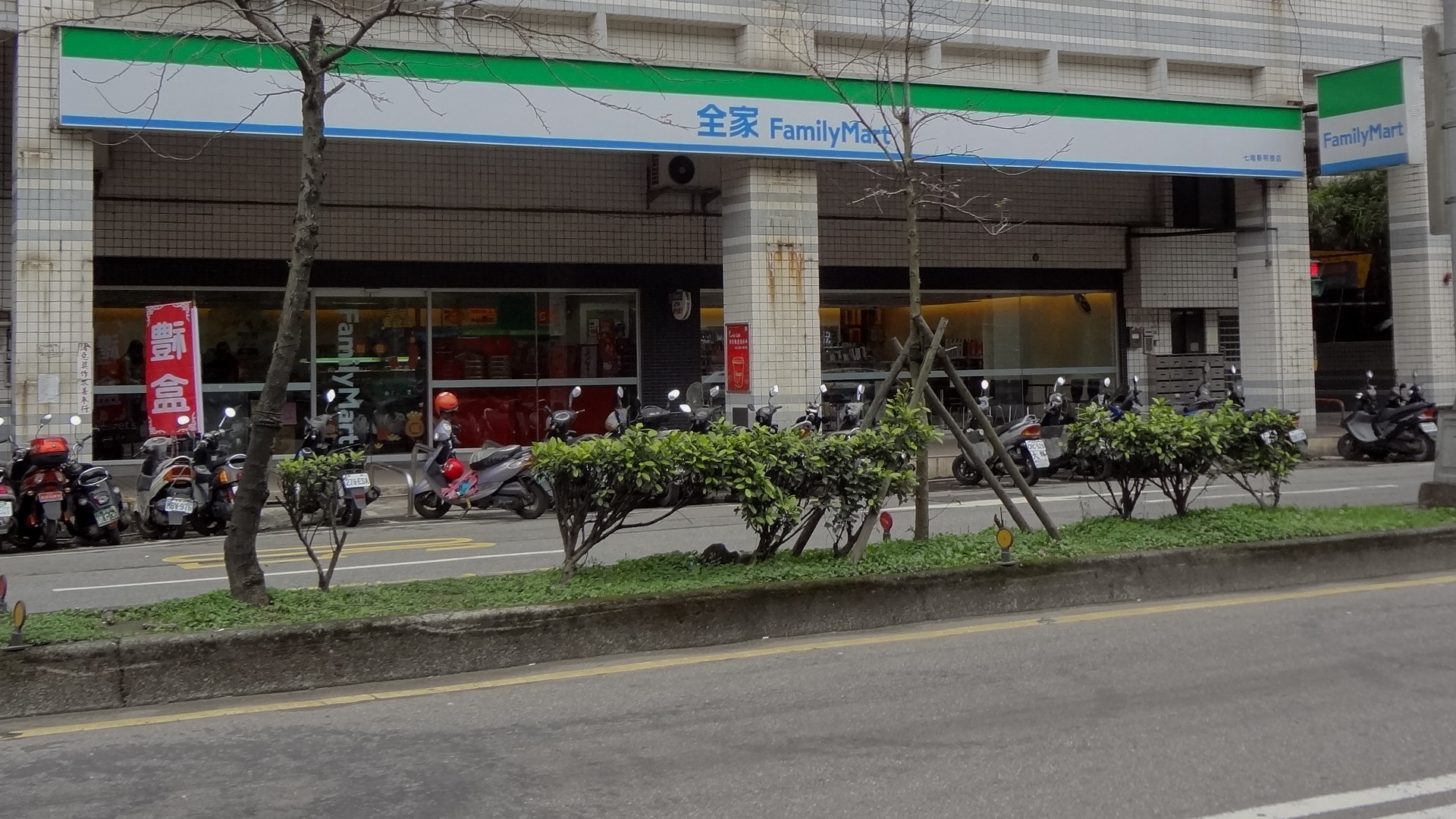
標準的な店舗
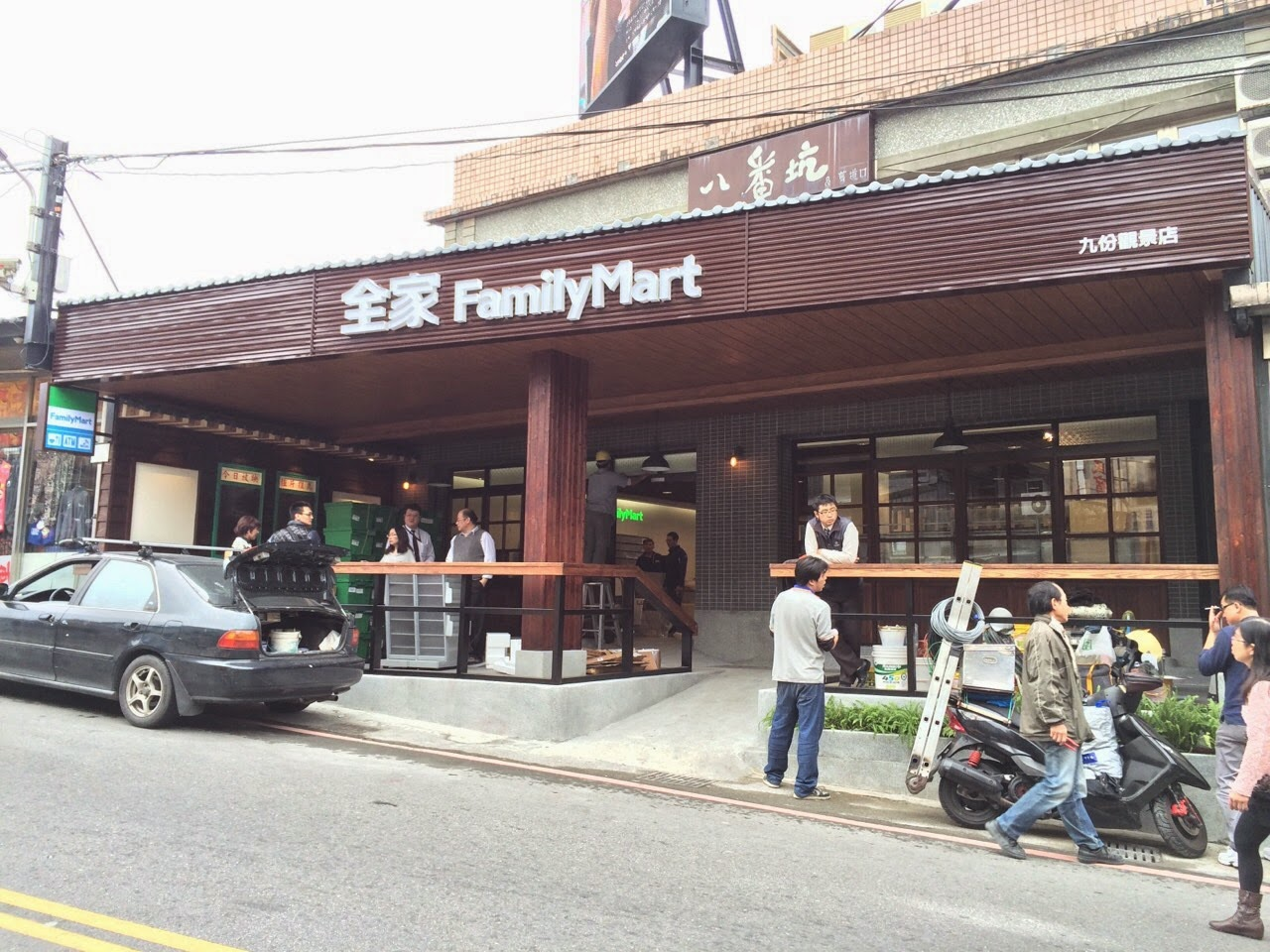
景観考慮店舗
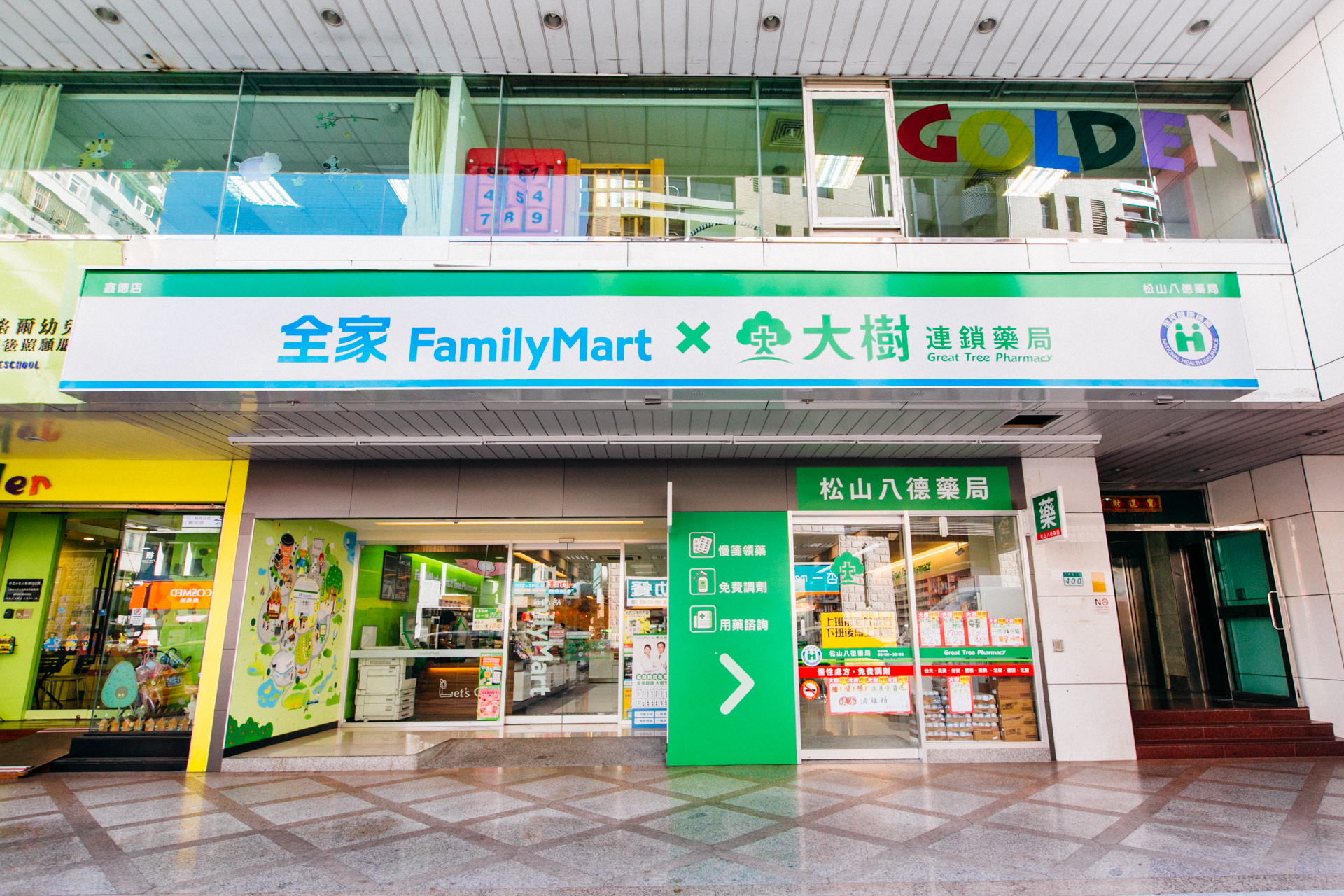
大樹薬局とのコラボレーション店舗
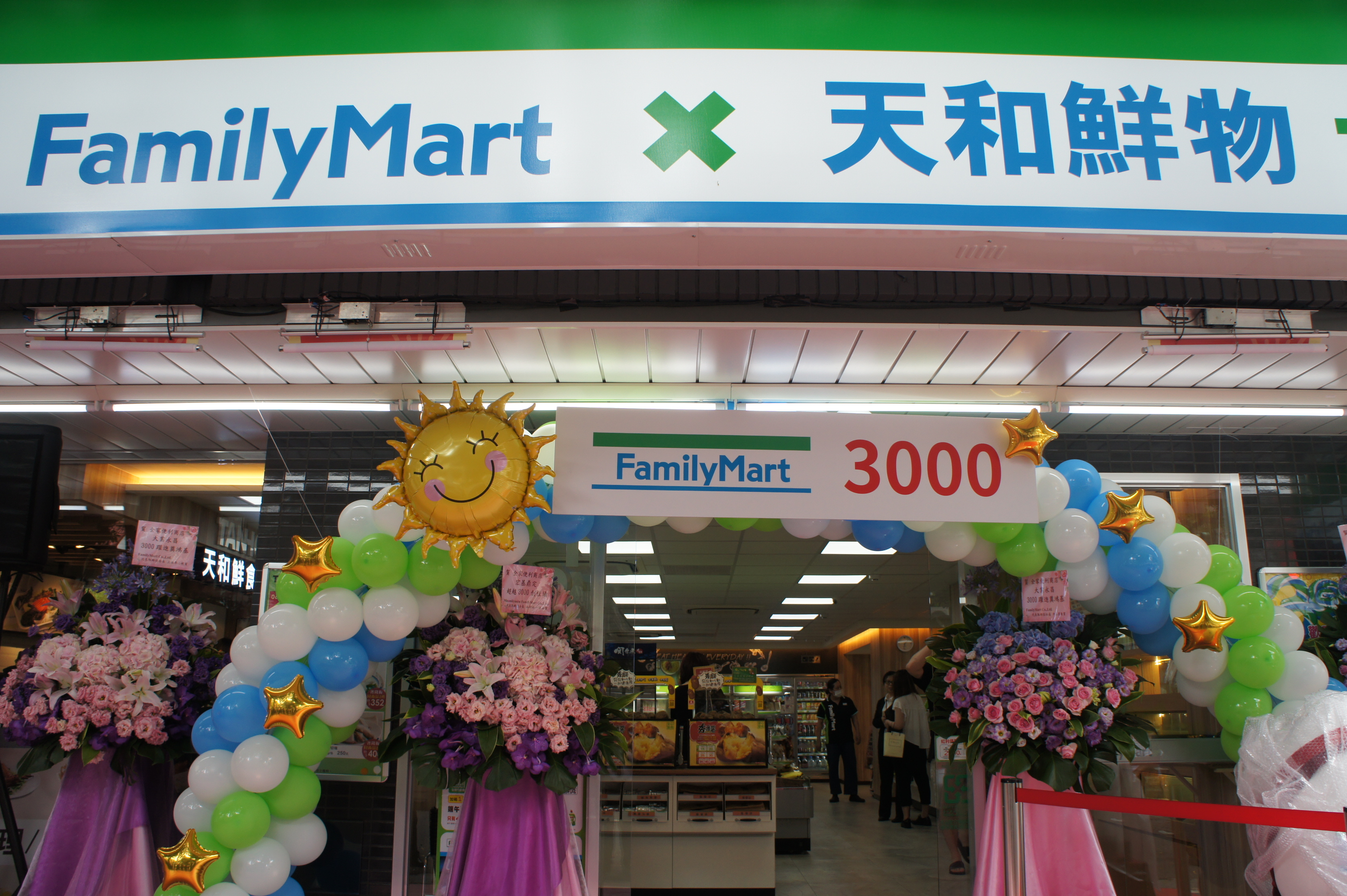
天和鮮物とのコラボレーション店舗

## 沿革
- 1988年
  - 8月18日 - 法人設立[1]。
  - 12月2日 - 1号店を台北駅前に開店[11][12]。
- 2002年2月25日 - OTC（現・TPEx）へ上場[1]。
- 2007年7月20日[要出典] - 泰山企業の子会社である福客多商店からの営業譲受を決定。まずニコマート（福客多便利商店）をファミリーマート（全家便利商店）に転換の上で、のちに同店を運営していた福客多商店股份有限公司を合併。

### 註釈
1. ↑  一卡通ほか。